# I. Martin Isaacs

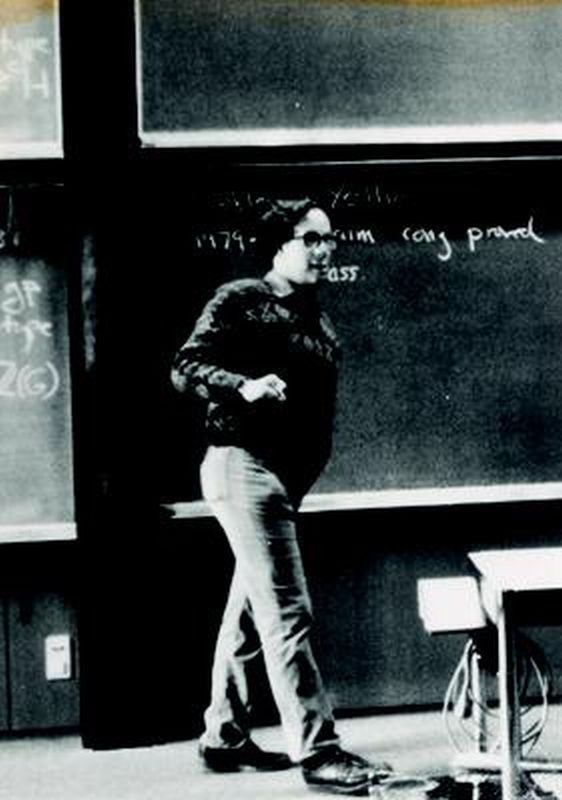
I. Martin Isaacs

Irving Martin „Marty“ Isaacs (* 14. April 1940 in New York City; † 17. Februar 2025) war ein US-amerikanischer Mathematiker, der sich mit Gruppentheorie (endliche Gruppen, Theorie der Charaktere) befasste und Professor an der University of Wisconsin-Madison war.

## Leben
Isaacs studierte am Polytechnic Institute of Brooklyn mit dem Bachelor-Abschluss 1960 und an der Harvard University mit dem Master-Abschluss 1961 und der Promotion bei Richard Brauer 1964 (Finite p-solvable linear groups). 1969 wurde er Associate Professor und 1971 Professor an der University of Wisconsin-Madison. 2011 wurde er emeritiert.
Mit Navarro verallgemeinerte er die McKay-Vermutung in der Darstellungstheorie endlicher Gruppen. Er schrieb zwei verbreitete Lehrbücher zur Gruppentheorie. Er befasste sich auch mit anderen Bereichen der Algebra (Körpertheorie, Galoistheorie) und ebener euklidischer Geometrie.
Von 1971 bis 1973 war er Sloan Research Fellow. 1973/74 war er Gastprofessor in Berkeley und 1984 Honorary Fellow an der Universität Oxford. Er war Fellow der American Mathematical Society.

## Schriften
- Character Theory of Finite Groups, American Mathematical Society 1976, 2007, Paperback-Ausgabe Dover 1994
- Finite Group Theory, Graduate Studies in Mathematics, American Mathematical Society, 2008
- Algebra. A Graduate Course, American Mathematical Society 2009
- mit Gabriel Navarro: New refinements of the McKay conjecture for finite groups, Annals of Mathematics, Band 156, 2002, S. 333–344